# Lamyra
Lamyra är ett släkte av tvåvingar. Lamyra ingår i familjen rovflugor.

## Dottertaxa tillLamyra, i alfabetisk ordning[1][2]
- Lamyra amurensis
- Lamyra antipai
- Lamyra asprospilos
- Lamyra castellanii
- Lamyra caucasicus
- Lamyra caudatus
- Lamyra dimidiata
- Lamyra dioctriaeformis
- Lamyra fmbriata
- Lamyra fortunatus
- Lamyra fuliginosa
- Lamyra fulva
- Lamyra greatheadi
- Lamyra gulo
- Lamyra hamardabanica
- Lamyra ignea
- Lamyra isshikii
- Lamyra komure
- Lamyra lapponica
- Lamyra loewi
- Lamyra marginata
- Lamyra montanus
- Lamyra mouchai
- Lamyra nigrovittata
- Lamyra nikolaevi
- Lamyra nobilis
- Lamyra perrara
- Lamyra pleskei
- Lamyra potanini
- Lamyra rossi
- Lamyra rufipes
- Lamyra scelestus
- Lamyra steinbergi
- Lamyra taiga
- Lamyra tenebrosus
- Lamyra ursula
- Lamyra vorax
- Lamyra xanthotrix
- Lamyra yaeyamana